# Bitwa pod Starym Sączem (1288)

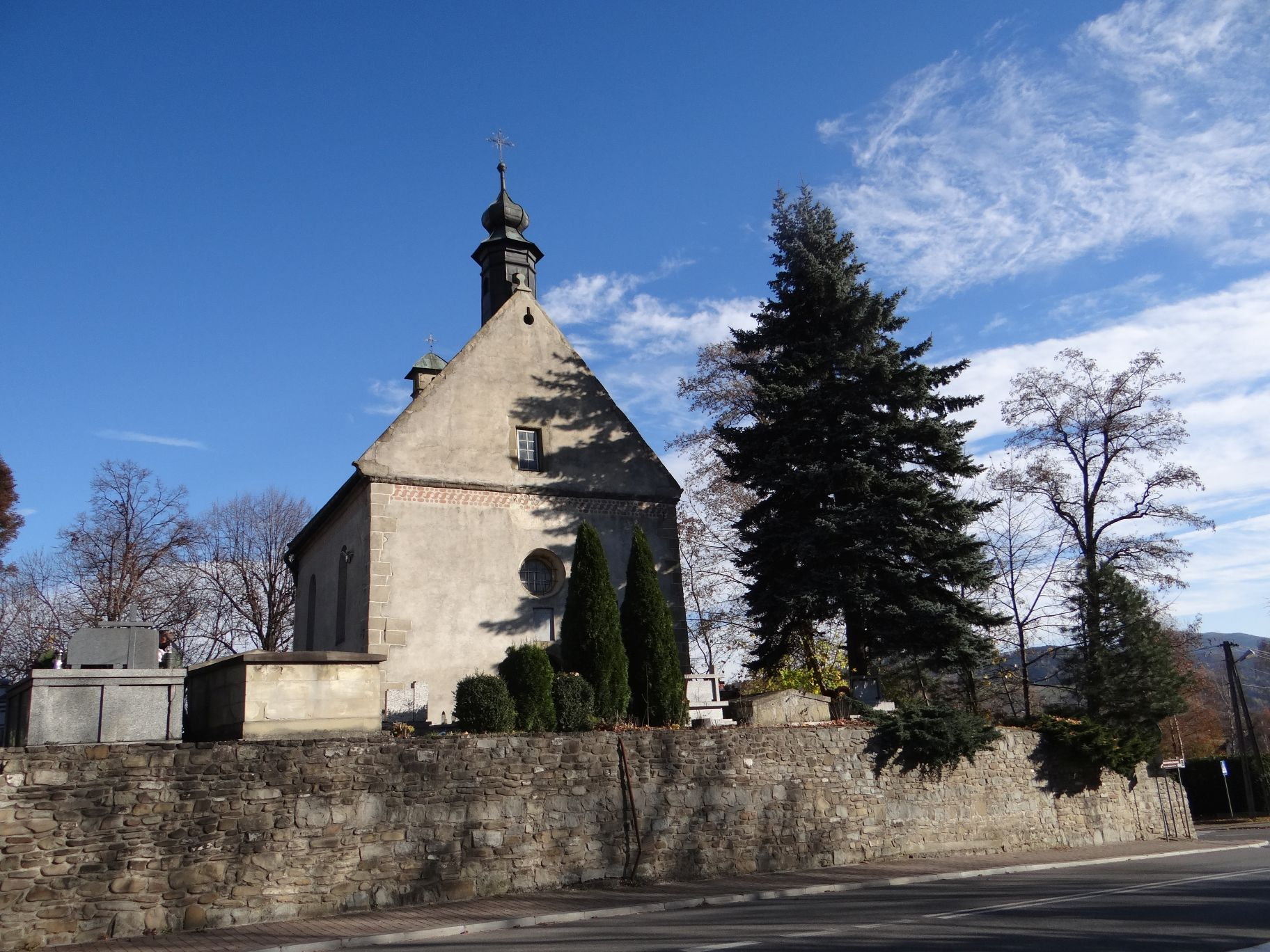
Kościół św. Rocha i św. Sebastiana w Starym Sączu, wzniesiony w XVII w., wg tradycji w miejscu pochówku poległych w bitwie pod Starym Sączem

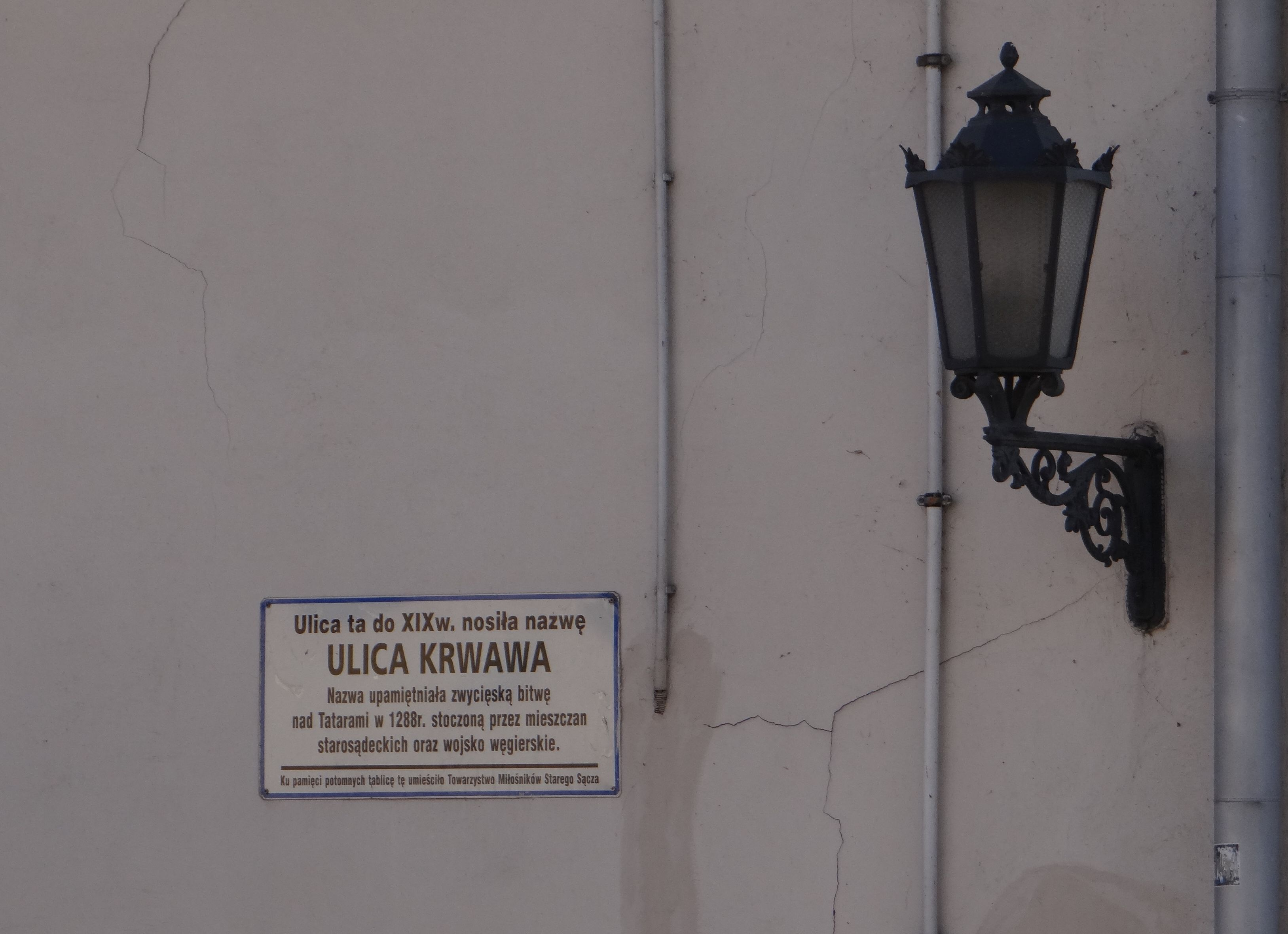
Dawna ulica Krwawa (dziś Jana Pawła II) w Starym Sączu, nazwana na pamiątkę bitwy z 1288 r. Tablica pamiątkowa umieszczona przez Towarzystwo Miłośników Starego Sącza

Bitwa pod Starym Sączem (1288) – bitwa stoczona zimą 1288 pomiędzy wojskami węgierskimi pod dowództwem wojewody Jerzego z Sovaru i polskimi, a wojskami mongolskimi pod dowództwem Nogaja podczas III najazdu mongolskiego na Polskę w XIII wieku.
24 grudnia 1287 roku południowa armia wojsk mongolskich pod dowództwem Nogaja dotarła pod Kraków, rozpoczynając oblężenie i szturm miasta. Wobec twardego oporu mieszczan i nikłych rezultatów walk o Kraków, Nogaj dał rozkaz do przegrupowania wojsk i rozpoczęcia działań w rejonie ziemi krakowskiej i sieradzkiej. Rozluźnienie pierścienia wojsk oblegających Kraków wykorzystał książę krakowski Leszek Czarny, który wraz z żoną Gryfiną i małym pocztem wymknął się z obleganego grodu i udał na Węgry szukając pomocy u króla węgierskiego Władysława IV Kumańczyka.
W czasie gdy czambuły tatarskie pustoszyły ziemię krakowską, dwie duże kolumny sił mongolskich ruszyły w kierunku południowym. Pierwsza dotarła w rejon Podhala, gdzie stoczyła bitwę nad Dunajcem z miejscowymi góralami. Druga skierowała się w kierunku Starego Sącza celem jego zdobycia. Miasto dobrze przygotowało się do obrony, gromadząc duże zapasy żywności oraz wzmacniając obronę okolicznym rycerstwem i chłopstwem. Oblężenie Starego Sącza przedłużało się i nie przynosiło żadnych wymiernych efektów. W międzyczasie rezultat przyniosła wyprawa Leszka Czarnego na Węgry, gdzie udało się księciu krakowskiemu uzyskać pomoc króla węgierskiego. Na wyraźny rozkaz króla Władysława, węgierski wojewoda Jerzy z Sovaru zebrał dość znaczny oddział wojsk węgierskich i poprzez Kieżmark i Podoliniec ruszył pod Stary Sącz. Węgrzy, wspomagani przez siły polskie, zaskoczyli zupełnie wojska mongolskie i zadali im druzgocącą klęskę.
Przegrana wojsk mongolskich pod Starym Sączem była ostatnim epizodem podczas III najazdu mongolskiego na Polskę. W końcu stycznia 1288 po nieudanej wyprawie i bez żadnych sukcesów militarnych armia Nogaja wycofała się w rejon Rusi Czerwonej.